# 牛得草
牛得草（1933年—1999年），河南省开封市人，原名牛俊国，著名豫剧表演艺术家。与常香玉一样，牛得草在全中国范围内受到豫剧爱好者的喜爱。他技艺精湛，擅长丑角，唱腔诙谐幽默，自成流派。

## 简介
代表作品有《卷席筒》、《唐知县审诰命》等。后者由牛得草亲自执笔并主演，在1979年被北京电影制片厂改编为电影《七品芝麻官》并获第四届“百花奖”最佳戏曲影片奖，其中的一句台词“当官不为民作主，不如回家卖红薯”脍炙人口。
牛得草生前獲評中國一級演員職稱，他的學生有金不換（梅花獎得主，一級演員）等人。